# Felix Brych
Felix Brych (* 3. August 1975 in München) ist ein ehemaliger deutscher Fußballschiedsrichter. Er ist der meisteingesetzte Schiedsrichter in der Fußball-Bundesliga.

## Leben
Felix Brych besuchte das Maximiliansgymnasium München bis zum Abitur im Jahr 1995. Er studierte Rechtswissenschaft und wurde 2004 von der Universität Regensburg zum Dr. iur. promoviert. Er arbeitet beim Bayerischen Fußball-Verband als stellvertretender Hauptabteilungsleiter Sport.

## Fußball

### National
Brych war ab 1999 DFB-Schiedsrichter und pfiff für den SV Am Hart München. Ab 2001 leitete er Spiele der Zweiten Liga und seit 2004 Spiele der Bundesliga. Sein Bundesligadebüt gab er am 28. August 2004 in der Partie Hertha BSC gegen den 1. FSV Mainz 05.
Zu den ungewöhnlichsten Spielen, die er leitete, gehörte die Begegnung zwischen dem SV Wehen Wiesbaden und dem VfB Stuttgart in der ersten Hauptrunde des DFB-Pokal 2007/08. Dort verteilte Brych sieben Gelbe und vier Rote Karten. Er vergab die schnellste Rote Karte der Bundesligageschichte am ersten Spieltag der Saison 2010/11 bei der Partie 1. FC Köln gegen den 1. FC Kaiserslautern. Er stellte nach nur 87 Sekunden Youssef Mohamad wegen Verhinderung einer klaren Torchance vom Platz.
In der Bundesligasaison 2013/14 geriet Brych in die Kritik, als er am neunten Spieltag bei der Begegnung TSG 1899 Hoffenheim gegen Bayer 04 Leverkusen einen Ball, der durch ein Loch im Netz von außen im Tor landete, als Tor wertete (Phantomtor) und dem Gegner Hoffenheim ein eigentlich reguläres Tor aberkannte, so dass Leverkusen mit 2:1 gewann.
Brych leitete am 30. Mai 2015 im Berliner Olympiastadion zusammen mit seinen Assistenten Mark Borsch und Stefan Lupp das Endspiel im DFB-Pokal 2014/15 zwischen Borussia Dortmund und dem VfL Wolfsburg. Robert Hartmann war als Vierter Offizieller eingeteilt.
Vom DFB wurde Brych für das Pokal-Endspiel der Saison 2020/21 zwischen Borussia Dortmund und RB Leipzig am 13. Mai 2021 im Berliner Olympiastadion eingeteilt (4:1). Er leitete sein zweites DFB-Pokal Endspiel erneut mit seinen Assistenten Mark Borsch und Stefan Lupp, vierter Offizieller war Sascha Stegemann.
Am 14. September 2024 leitete Brych mit der Partie Borussia Mönchengladbach gegen den VfB Stuttgart sein 345. Bundesligaspiel und stellte damit den alleinigen Rekord für die meisten geleiteten Spiele in der Bundesliga auf. Den vormaligen Rekord von 344 Spielen, aufgestellt von Wolfgang Stark, stellte Brych bereits am 25. November 2023 mit der Leitung des Spiels Eintracht Frankfurt gegen den VfB Stuttgart ein. Bei diesem Rekordspiel verletzte sich Brych in der ersten Halbzeit und musste zur zweiten Halbzeit ersetzt werden. Brych erlitt einen Kreuzbandriss. Seinen ersten Einsatz nach der Verletzung hatte Brych im DFB-Pokal 2024/25 bei der Partie zwischen dem VfR Aalen und dem FC Schalke 04 (0:2).
Brych wurde sieben Mal vom DFB zum Schiedsrichter des Jahres gekürt: 2013, 2015, 2016, 2018, 2021, 2023 und 2025. Damit hat er ebenso mit Markus Merk die meisten Auszeichnungen.
Im Februar 2025 kündigte Brych das Ende seiner aktiven Schiedsrichter-Karriere zum Saisonende 2024/25 an. Am 17. Mai 2025 pfiff er mit der Partie FC Augsburg gegen 1. FC Union Berlin (1:2) seine 359. und damit letzte Partie in der Fußball-Bundesliga.

### International
Im Oktober 2003 leitete er ein Spiel in der südkoreanischen K League; seit 2008 pfeift er außerdem Spiele in der saudi-arabischen Liga. Seit Januar 2007 ist er FIFA-Schiedsrichter. Mit der Partie FC Liverpool gegen PSV Eindhoven gab er 2008 sein Debüt in der UEFA Champions League. Sein erstes Länderspiel als Schiedsrichter war das EM-Qualifikationsspiel Luxemburg gegen Rumänien im Jahr 2007 (0:2). Bei der UEFA wurde er 2008 in die zweithöchste Kategorie befördert; ab der Saison 2009/2010 gehörte er der Elitegruppe an.
Brych wurde für die Olympischen Spiele 2012 berufen. Dort leitete er zunächst das Spiel zwischen dem Senegal und Uruguay (Ergebnis 2:0) am 29. Juli 2012, bei dem Uruguay erstmals ein olympisches Fußballspiel verlor. Dabei verteilte er fünf Gelbe und eine Rote Karte. Im Spiel Brasilien gegen Honduras zeigte er acht Gelbe und zwei Gelb-Rote Karten.
Brych kam am 15. Mai 2013 im Finale der UEFA Europa League in Amsterdam zwischen Benfica Lissabon und dem FC Chelsea als Vierter Offizieller zum Einsatz (Hauptschiedsrichter war der Niederländer Björn Kuipers). Als Schiedsrichter nahm er am FIFA-Konföderationen-Pokal 2013 in Brasilien teil.
Brych leitete am 20. November 2013 das Interkontinental-Playoffrückspiel zwischen Neuseeland und Mexiko in Wellington, das Mexiko mit 4:2 gewann und sich damit für die WM qualifizierte, nachdem es das Heimspiel im Aztekenstadion in Mexiko bereits mit 5:1 gewonnen hatte.
Am 15. Januar 2014 wurde Brych zusammen mit seinen Assistenten Mark Borsch und Stefan Lupp als eines von 25 Schiedsrichtergespannen für die Fußball-Weltmeisterschaft 2014 in Brasilien benannt. Am 15. Mai 2014 leitete er das Finale der Europa League zwischen dem FC Sevilla und Benfica Lissabon in Turin, das der FC Sevilla mit 4:2 nach Elfmeterschießen gewann.
Am 15. Dezember 2015 wurde Brych als einziger Schiedsrichter aus dem deutschsprachigen Raum für die Fußball-Europameisterschaft 2016 nominiert. Damit war er einer von sieben Schiedsrichtern der Europameisterschaft 2016, die auch bei der Fußball-Weltmeisterschaft 2014 in Brasilien Spiele leiten durften.
Von der UEFA wurde Brych am 12. Mai 2017 mit der Leitung des Endspiels der Champions League zwischen Juventus Turin und Real Madrid am 3. Juni 2017 in Cardiff betraut. An den Seitenlinien unterstützten ihn Mark Borsch und Stefan Lupp, vierter Offizieller war der Serbe Milorad Mažić. Als Torrichter wurden Bastian Dankert und Marco Fritz nominiert, Rafael Foltyn komplettierte das Team als Ersatzassistent.
Im November 2017 kürte die IFFHS Brych zum Weltschiedsrichter des Jahres 2017.
Am 29. März 2018 wurde der Münchner von der FIFA als einziger deutscher Schiedsrichter für die Fußball-Weltmeisterschaft 2018 nominiert. Nach nur einem Einsatz in der Vorrunde wurde er durch die FIFA für keine weitere Partie mehr nominiert. Im politisch brisanten Vorrundenspiel zwischen Serbien und der Schweiz (1:2) hatte er bei einem vermeintlichen Foul am serbischen Stürmer im Schweizer Strafraum keinen Elfmeter gegeben und war im Anschluss an die Partie dafür von serbischen Medien und Vertretern des serbischen Fußballs heftig kritisiert worden. In diesem Zusammenhang äußerte Mladen Krstajić, der Trainer der serbischen Nationalmannschaft, einen Tag nach dem verlorenen Spiel mit Blick auf die Kriegsverbrechen der Jugoslawienkriege: „Ich würde ihn nach Den Haag schicken. Damit sie ihm den Prozess machen, wie sie ihn uns gemacht haben“. Hierfür wurde Krstajić mit einer Geldstrafe von 5000 Schweizer Franken belegt.
Bei der Fußball-Europameisterschaft 2021 wurde Brych erneut von der UEFA als Schiedsrichter eingesetzt. Als Vertreter des deutschen Verbandes leitete er u. a. das Achtelfinalspiel Belgien – Portugal, das mit 1:0 zu Ungunsten der südwesteuropäischen Titelverteidiger zu Ende ging, sowie das Viertelfinalspiel Ukraine – England (0:4) und das EM-Halbfinale Italien – Spanien (4:2 i. E.). Mit fünf Spielen hat Brych bei diesem Turnier die meisten Spiele als Schiedsrichter bei einer einzigen EM- oder WM-Endrunde im Fußball geleitet.
Im Anschluss an die Fußball-Europameisterschaft 2021 erklärte Brych das Ende seiner internationalen Karriere zum Jahresende 2021; somit leitete er mit dem Champions-League-Spiel zwischen Real Madrid und Inter Mailand am 7. Dezember 2021 (2:0) seine letzte internationale Partie. 2021 wurde erneut zum Weltschiedsrichter des Jahres gekürt.
Am 24. Mai 2023 leitete er das Finale um den griechischen Vereinspokal, welches in Volos ausgetragen wurde und mit einem Sieg von AEK Athen über PAOK Thessaloniki mit 2:0 endete.
Insgesamt hat Brych 101 Europacup-Begegnungen und 57 Länderspiele geleitet.

## Schiedsrichter-Funktionär
Ab dem 1. Oktober 2025 wird Brych „Leiter für die Talententwicklung und das Spitzencoaching“ bei der DFB Schiri GmbH.

## Turniere

### Olympisches Fußballturnier 2012
| Phase         | Datum         | Spielort            | Heimmannschaft | Gastmannschaft | Ergebnis  |
| ------------- | ------------- | ------------------- | -------------- | -------------- | --------- |
| Gruppenphase  | 29. Juli 2012 | London              | Senegal        | Uruguay        | 2:0 (2:0) |
| Viertelfinale | 4. Aug. 2012  | Newcastle upon Tyne | Brasilien      | Honduras       | 3:2 (1:1) |

### Konföderationen-Pokal 2013
| Phase        | Datum         | Spielort       | Heimmannschaft | Gastmannschaft | Ergebnis  |
| ------------ | ------------- | -------------- | -------------- | -------------- | --------- |
| Gruppenphase | 22. Juni 2013 | Belo Horizonte | Japan          | Mexiko         | 1:2 (0:0) |

Zudem war Brych bei drei Spielen Vierter Offizieller.

### Fußball-Weltmeisterschaft 2014
| Phase        | Datum         | Spielort       | Heimmannschaft | Gastmannschaft | Ergebnis  |
| ------------ | ------------- | -------------- | -------------- | -------------- | --------- |
| Gruppenphase | 14. Juni 2014 | Fortaleza      | Uruguay        | Costa Rica     | 1:3 (1:0) |
| Gruppenphase | 22. Juni 2014 | Rio de Janeiro | Belgien        | Russland       | 1:0 (0:0) |

### Fußball-Europameisterschaft 2016
| Phase         | Datum         | Spielort  | Heimmannschaft | Gastmannschaft | Ergebnis                        |
| ------------- | ------------- | --------- | -------------- | -------------- | ------------------------------- |
| Gruppenphase  | 16. Juni 2016 | Lens      | England        | Wales          | 2:1 (0:1)                       |
| Gruppenphase  | 22. Juni 2016 | Nizza     | Schweden       | Belgien        | 0:1 (0:0)                       |
| Viertelfinale | 30. Juni 2016 | Marseille | Polen          | Portugal       | 1:1 n. V. (1:1, 1:1), 3:5 i. E. |

### Fußball-Weltmeisterschaft 2018
| Phase        | Datum         | Spielort    | Heimmannschaft | Gastmannschaft | Ergebnis  |
| ------------ | ------------- | ----------- | -------------- | -------------- | --------- |
| Gruppenphase | 22. Juni 2018 | Kaliningrad | Serbien        | Schweiz        | 1:2 (1:0) |

### Fußball-Europameisterschaft 2021
| Phase         | Datum         | Spielort         | Heimmannschaft | Gastmannschaft | Ergebnis                       |
| ------------- | ------------- | ---------------- | -------------- | -------------- | ------------------------------ |
| Gruppenphase  | 13. Juni 2021 | Amsterdam        | Niederlande    | Ukraine        | 3:2 (0:0)                      |
| Gruppenphase  | 21. Juni 2021 | Sankt Petersburg | Finnland       | Belgien        | 0:2 (0:0)                      |
| Achtelfinale  | 27. Juni 2021 | Sevilla          | Belgien        | Portugal       | 1:0 (1:0)                      |
| Viertelfinale | 3. Juli 2021  | Rom              | Ukraine        | England        | 0:4 (0:1)                      |
| Halbfinale    | 6. Juli 2021  | London           | Italien        | Spanien        | 1:1 n. V. (1:1, 0:0), 4:2 i. E |

### Champions-League-Finale
| Phase  | Datum        | Spielort | Heimmannschaft | Gastmannschaft | Ergebnis  |
| ------ | ------------ | -------- | -------------- | -------------- | --------- |
| Finale | 3. Juni 2017 | Cardiff  | Juventus Turin | Real Madrid    | 1:4 (1:1) |

## Schriften
- Felix Brych: Möglichkeiten und Grenzen der gemeindlichen Förderung des Berufssports aus rechtlicher Sicht (= Schriftenreihe Studien zur Rechtswissenschaft, Band 153). Kovač, Hamburg 2004, ISBN 3-8300-1644-1 (Dissertation, Universität Regensburg, 2004).
- Felix Brych und Sven Haist: Aus kurzer Distanz: Meine Erfolgsprinzipien als Weltschiedsrichter. Econ, Berlin 2023, ISBN 3-430-21080-1